# شایو (رود)
شایو (مجاری: Sajó) رودی در اسلواکی و مجارستان است.
طول این رود ۲۲۹ کیلومتر است که ۱۱۰ کیلومتر آن در اسلوواکی است. شایو از داخل شهرهای رژنیاوا (اسلوواکی) و میشکولتس (مجارستان) می‌گذرد. در مجارستان این رود در بخش بورشود-آبااوی-زمپلن قرار دارد و در نزدیکی تیسااوی‌واروش به رود تیسا می‌ریزد. ریزآبه‌های اصلی آن هورند و بودوا هستند.